# Communauté de communes Rahin et Chérimont
Die Communauté de communes Rahin et Chérimont ist ein französischer Gemeindeverband mit der Rechtsform einer Communauté de communes im Département Haute-Saône in der Region Bourgogne-Franche-Comté. Sie wurde am 20. Dezember 2002 gegründet und umfasst neun Gemeinden. Der Verwaltungssitz befindet sich im Ort Ronchamp.

## Mitgliedsgemeinden
| Gemeinde                                  | Einwohner 1. Januar 2022 | Fläche km² | Dichte Einw./km² | Code INSEE | Postleitzahl |
| ----------------------------------------- | ------------------------ | ---------- | ---------------- | ---------- | ------------ |
| Champagney                                | 3.674                    | 36,71      | 100              | 70120      | 70290        |
| Clairegoutte                              | 348                      | 10,48      | 33               | 70157      | 70200        |
| Échavanne                                 | 200                      | 3,21       | 62               | 70205      | 70400        |
| Errevet                                   | 258                      | 3,28       | 79               | 70215      | 70400        |
| Frahier-et-Chatebier                      | 1.377                    | 17,39      | 79               | 70248      | 70400        |
| Frédéric-Fontaine                         | 273                      | 3,48       | 78               | 70254      | 70200        |
| Plancher-Bas                              | 1.855                    | 29,12      | 64               | 70413      | 70290        |
| Plancher-les-Mines                        | 897                      | 25,59      | 35               | 70414      | 70290        |
| Ronchamp                                  | 2.745                    | 23,54      | 117              | 70451      | 70250        |
| Communauté de communes Rahin et Chérimont | 11.627                   | 152,80     | 76               | –          | –            |